# László Bodnár
László Bodnár, madžarski nogometaš, * 25. februar 1979, Mátészalka, Madžarska. 
Bodnár je nekdanji nogometni branilec in član madžarske reprezentance.

## Dosežki
- FC Dinamo Kijev
  - Ukrajinsko prvenstvo: 2001, 2003
    - Drugi: 2002

  - Ukrajinski pokal: 2003
    - Drugi: 2002

  - Pokal CIS: 2002

- FC Red Bull Salzburg
  - Avstrijska Bundesliga: 2007
    - Drugi: 2008